# Philipp Seliwerstowitsch Oreschkow
Philipp Silvestrowitsch Oreschkow, auch Oreschkow, Filipp Seliwerstowitsch, sowie Oreškov, Filip Filipovič, (* 8. Oktober 1899; † 23. Oktober 1983) war ein sowjetischer Professor und Kulturoffizier im Rang eines Majors der Roten Armee sowie verantwortlicher Bildungsoffizier der Sowjetischen Militäradministration in Deutschland (SMAD) für die Provinz bzw. das Land Brandenburg von 1946 bis 1949 mit Sitz in Potsdam.

## Leben

### Bis Ende des Zweiten Weltkrieges
Er wurde als Sohn eines Bauern, der mit Vornamen Silwestr (Сильвестр) hieß, im Russischen Kaiserreich in einem kleinen Dorf des Gouvernements Smolensk geboren. Aus eigenem Erleben beschrieb Oreschkow, wie unter der Zarenregierung ein Kind aus dem „einfachen Volke“ Russlands in Ausnahmefällen – trotz der verschiedenen Schultypen mit ihren nicht untereinander abgestimmten Programmen – zu einer höheren Bildung gelangen konnte. Nach der Ausbildung an einem Lehrerseminar bis 1919 ergriff er den Lehrerberuf. Er unterrichtete zunächst Biologie und wurde Direktor einer Schule in der Oblast Smolensk, die einst vom russischen Fürsten Wolkonski als Gymnasium in dem Städtchen Dorogobusch geleitet wurde. Ab 1932 wirkte Oreschkow in der Hochschulbildung, nachdem er um 1924 die naturwissenschaftliche Abteilung der Pädagogischen Fakultät der Universität zu Smolensk besucht hatte. 1935 bis 1938 war er Aspirant an einem Institut in Moskau für Professoren der Volksbildung. Zuvor arbeitete er als stellvertretender Direktor des Smolensker Pädagogischen Instituts und war dort Verantwortlicher für das Fernstudium.
Zum Abschluss seiner Fort- und Weiterbildung am All-Unions-Institut für (kommunistische) Bildung verteidigte er eine Dissertation und wurde Kandidat der Pädagogischen Wissenschaften. Anschließend wurde er zum Direktor des Pädagogischen Instituts in Kirow berufen. Im Jahre 1944 siedelte er mit seiner Familie nach Moskau, um dort in seinem Zivilberuf an der neu gegründeten Akademie der Pädagogischen Wissenschaften zu arbeiten. Nach einem zuvor erlassenen Dekret zog die Rote Armee Reservisten mit akademischen Abschlüssen nicht mehr während des Krieges ein. 1945 wurde er jedoch mit einer Gruppe von Mitarbeitern dieser Moskauer Akademie nach Deutschland geschickt, um in der sowjetischen Militärverwaltung (SMAD) auf dem Gebiet der Bildung zu arbeiten.
Als Angehöriger der Roten Armee kam er 1945 nach Berlin-Karlshorst und war zunächst Mitarbeiter in der SMAD-Abteilung Volksbildung. Am 18. Juli wurde Oreschkow nach Potsdam als Kultur-/Bildungsoffizier der sowjetischen Militäradministration abkommandiert, um das Volksbildungswesen in der Provinz Mark Brandenburg als Abteilungsleiter zu beaufsichtigen. Er übte diese Funktion auch im späteren Land Brandenburg bis Oktober 1949 aus.

### Im Auftrag der SMAD in der SBZ
Oreschkow war Funktionsträger der Sowjetischen Militäradministration (SMAD) in Potsdam. Die sowjetische Verwaltung für die Provinz bzw. später das Land Brandenburg begann ihre Arbeit am 9. Juli 1945 in einem ehemaligen kurmärkischen Dienstgebäude in der damaligen Potsdamer Neuen Königstraße 74. Als Chef der Abteilung Volksbildung war auf deutscher Seite vor allem der 3. Vizepräsident der Provinz Mark Brandenburg und spätere Minister für Volksbildung, Wissenschaft und Kunst Fritz Rücker (1892–1974) sein untergeordneter Ansprechpartner. Im Vorwort des Verlages Volk und Wissen zur Veröffentlichung Die Grundlagen der sowjetischen Didaktik wurde der Autor P. S. Oreschkow als Leiter der Schulabteilung der SMA für das Land Brandenburg bezeichnet. In der Schlussfolgerung seiner abrisshaften Darstellung befürwortet Oreschkow die Auffassung des russisch-ukrainischen Pädagogen Konstantin Uschinski (1824–1871) über die Mittel und Methoden bezüglich des „Haftenbleiben des Gelernten“.
Oreschkow war historisch sehr interessiert; aus der geschichtlichen Entwicklung des russischen Volksbildungssystems erwähnte er die Schulreform des Volksbildungsministers Pjotr S. Wannowski (1822–1904) um 1899 sowie dessen Nachfolger Nikolai P. Bogolepow (1846–1901) und die Reform des Bildungsministers Ignatjew (1870–1945) um 1915.
In seinen Ausführungen zur „bleibenden Aneignung des Lehrstoffes“ bezog sich Oreschkow auf Klassiker der Pädagogik wie Comenius sowie Pestalozzi und insbesondere bei der Darstellung der didaktischen Regel „Vom Bekannten zum Unbekannten“ auf Diesterwegs „Wegweiser zur Bildung für deutsche Lehrer“, den er wörtlich zitiert. Der zum ersten Rektor der Anfang der 1990er Jahre wiedererstandenen Brandenburgischen Landeshochschule Potsdam gewählte Rolf Mitzner (1931–2023) sah in Oreschkows „Bändchen“ Die Grundlagen der sowjetischen Didaktik eine Darlegung der SMAD-Verwaltung „wie an den neuen Bildungseinrichtungen der Sowjetischen Besatzungszone unterrichtet werden sollte.“
Vorgestellt als Kandidat der pädagogischen Wissenschaften, hielt Oreschkow im August 1947 zweimal einen Vortrag im Berliner Palais am Festungsgraben, dem damaligen Haus der Kultur der Sowjetunion, zum Thema Didaktische Prinzipien der sowjetischen Pädagogik. Im Bericht von Neues Deutschland wurde hervorgehoben, der Vortragende habe die Einheit von Theorie und Praxis betont; der Schüler solle die in der Schule erworbenen Elemente seines Wissens im praktischen Leben anzuwenden verstehen. Zugleich informierte der Bildungsoffizier über das System der Volksbildung in der Sowjetunion. Bereits zuvor hatte er eine Schrift in deutscher Sprache über die Volksbildung in seinem Heimatland verfasst, und der damalige Verlag Volk und Wissen widmete sie als Tagungsband den Delegierten des ersten pädagogischen Kongresses vom 15. bis 17. August in Berlin, an dem Lehrer und Erzieher aus der gesamten sowjetischen Besatzungszone teilnahmen. Oreschkow war auch Autor des im selben Verlag erschienenen Buches Die Grundlagen der sowjetischen Didaktik. Der Lehrer, Historiker und Humanist Robert Conrad Viktor Riemann (* 1877; † 1962), Sohn des Musikpädagogen Hugo Riemann, fand die darin enthaltene Forderung Oreschkows „überspannt“, dass der Lehrer „möglichst viel problematische und schwierige Fragen zu stellen“ habe.

### Amtsgeschäfte (Auswahl)
Am 13. Mai 1946 übergab die Sowjetische Militäradministration in Potsdam die Schlösser und Gärten von Sanssouci an die deutsche Provinzialverwaltung, worauf eine deutsch-sowjetische Kommission für eine Bestandsaufnahme dieser Liegenschaften gegründet wurde. Sowjetische Mitglieder waren Oreschkow sowie Gardeoberleutnant Jewgeni F. Ludschuweit, und auf deutscher Seite Fritz Rücker, Vizepräsident der Provinzialverwaltung, sowie Professor Willy Kurth (1881–1963), Direktor der Staatlichen Schlösser und Gärten. In den Räumen des Communs im Neuen Palais leitete Oreschkow die ersten Schritte zur Gründung einer Hochschule im Land Brandenburg ein. Am 19. März 1948 wurde der Befehl Nr. 45 erlassen, mit Beginn des Studienjahres 1948/49 eine Hochschule zur Ausbildung von Pädagogen in Potsdam zu gründen.
Er wurde Anfang 1948 von dem sowjetischen Schuloffizier Leutnant Barski um eine abschließende Entscheidung im Streit bei der Regelung der Aufnahmebedingungen für das Schülerheim des Joachimsthalschen Gymnasiums in Templin gebeten und es wurde eine „Verschiebung der Aktion bis zum 25. März 1948“ erreicht.

### Deutsche Ehrendoktorwürde
1965, zwanzig Jahre nach Ende des Zweiten Weltkrieges, wurde dem ehemaligen Kulturoffizier die Ehrendoktorwürde eines Dr. h. c. paed. in Potsdam verliehen. Dabei wurden u. a. seine Verdienste bei der Gründung einer Brandenburgischen Landeshochschule 1948 mit einer Allgemeinwissenschaftlichen und einer Pädagogischen Fakultät zur Lehrerausbildung hervorgehoben, die 1949 unter dem Rektorat des Juristen Arthur Baumgarten (* 1884; † 1964) in Betrieb ging. Dem ehemaligen Minister für Volksbildung im Land Brandenburg, Fritz Rücker, wurde die gleiche Ehrung im Oktober 1965 zuteil. Unter der Rubrik Welt der Wissenschaft ging die Universitätszeitung Leipzig auf Wissenschaftsbeziehungen zwischen der Sowjetunion und der DDR nach 1945 ein und würdigte den ehemaligen Leiter der Abteilung Volksbildung der SMA Brandenburg F. S. Oreschkow dafür, dass er sich „besonders verdient machte“ bei der Eröffnung der Pädagogischen Hochschule in Potsdam.

### Russischer Akademie-Mitarbeiter
Unter den Vornamen Philipp Seliwerstowitsch war Oreschkow „leitender Mitarbeiter des Instituts für Theorie und Geschichte der Pädagogik der Akademie der pädagogischen Wissenschaften der RFSR“ und „Inspektor für Mittelschulen“. Im Oktober 1949 kehrte Oreschkow nach Moskau zurück. In seinen letzten Berufsjahren wirkte Professor Oreschkow am Moskauer Korrespondenzpädagogischen Institut.
Ein Seminar über den Didaktiker Oreschkow veranstaltete der Pädagoge, Historiker und Theologe Hans Schlemmer (1885–1958), der als Professor der Pädagogik an der Humboldt-Universität zu Berlin und an der ehemaligen Pädagogischen Hochschule Potsdam lehrte.
In den 1970er Jahren war Oreschkow an der Potsdamer Hochschule Honorar-Professor für Geschichte der Pädagogik.

### Familie
Zur Familie von Philipp S. Oreschkow gehörte eine 1935 geborene Tochter namens Swetlana Philippowna Oreschkowa. Sie wurde Historikerin und als solche Mitarbeiterin am Institut für Orientstudien der Russischen Akademie der Wissenschaften mit dem Schwerpunkt osmanisch-türkische Geschichte. Ihre wissenschaftlichen Arbeiten wurden international unter dem Autoren-Namen Oreshkova, S. F. bekannt.

## Autor deutschsprachiger Schriften (Auswahl)
- Die Volksbildung in der UdSSR. Berlin 1946, DNB 57532175X
- Die Grundlagen der sowjetischen Didaktik. Berlin 1948, DNB 453655432
- Die Arbeit war nicht umsonst. In: Pädagogische Hochschule Potsdam. Wissenschaftliche Zeitschrift, Jahrgang 12/1968; Heft 1 S. 35–40; Gesellschafts- und Sprachwissenschaftliche Reihe. [Übersetzung des Berichts mit biographischen Angaben des Autors, Prof. Dr. h. c. P. S. Oreschkow, durch Dr. Frohne, Institut für Slawistik der ehemaligen PHP]

## Anmerkung
Als P. S. Oreschkow vom Volksbildungsministerium seines Heimatstaates mit dem Ehrentitel „Hervorragender Mitarbeiter der Volksbildung“ ausgezeichnet wurde, gratulierte dem Dekan der Lehrkörper seiner Arbeitsstelle in Moskau, die Fakultät für das Fernstudium am Staatlichen Pädagogischen Institut. Er wurde vom Lehrkörper angeredet mit „Werter Philipp Silvestrowitsch!“ Der Vatersname dürfte also klar sein. Unklar bleibt dagegen, warum das 2014 erschienene SMAD-Handbuch, das im Auftrag der Gemeinsamen Kommission zur Erforschung der neuesten Geschichte der deutsch-russischen Beziehungen und vom Institut für Zeitgeschichte München-Berlin sowie vom Institut für allgemeine Geschichte der Russischen Akademie der Wissenschaften in Zusammenarbeit mit der Föderalen Archivagentur Russlands, dem Staatsarchiv der Russischen Föderation, und dem Bundesarchiv erstellt wurde, den Vatersnamen (Сильвестр) mit „Seliwerstowitsch“ [Siliwerst] präsentiert. Silvester war und ist ein Heiligenname. der sich als Vorname zur Verehrung des heiliggesprochenen Papstes Silvester verbreitete. P. S. Oreschkow wollte oder sollte offensichtlich zeitweilig nicht mit diesem Heiligen, der auch in der Russisch-Orthodoxen Kirche verehrt wurde und wird, durch seinen Vatersnamen Silvestrowitsch in Verbindung gebracht werden, zumal der Lehrer mit seiner nichtproletarischen Herkunft nach dem Tode Lenins Mitglied der Kommunistischen Partei wurde.
Sein Rufname Philipp (slawisch Filip) bedeutete in der wörtlichen Übersetzung aus dem Griechischen „Pferdefreund“ und war offensichtlich für ein aktives KP-Mitglied mit bäuerlicher Herkunft – wie es Oreschkow war – gerade noch tragbar, obwohl dieser Vorname „in der christlichen Welt“ in Anlehnung an den Namen des Apostels Philippus häufig gewählt wurde. Der Volk und Wissen Verlag ließ bei den Veröffentlichungen von Oreschkows Schriften in deutscher Sprache nach 1945 den Vornamen des Autors ganz weg und nannte dann für den 1948 erstmals erschienenen Titel Die Grundlagen der sowjetischen Didaktik in abgekürzter Form die Anfangsbuchstaben seines Vor- und Vatersnamens „P. S.“ sowohl beim Autorennamen auf der Titelseite als auch im Vorwort des Verlages.